# Leko
Leko je hrvatsko prezime nastalo od starogrčkoga imena Aleksandar (Alexios), koje je prihvatilo i kršćanstvo. U Tihaljini se susreće u oblicima Lekić i Leko.

## Poznati s prezimenom Leko
- Ivan Leko (1914. – 1983.), hrvatski pedagog i svojedobno direktor Radio Zagreba
- Ivan Leko (* 1978.), hrvatski nogometaš
- Jerko Leko (* 1980.), hrvatski nogometaš
- Péter Lékó (* 1979.), mađarski šahist
- Stefan Leko (1974.), njemački boksač
- Stipe Leko Ćipa (1951.), hrvatski ultramaratonac
- Teofil Leko (1915. – 1990.), bosanskohercegovački franjevac